# Bendy and the Ink Machine
Bendy and the Ink Machine (с англ. — «Бенди и чернильная машина») — эпизодическая видеоигра в жанре выживания с элементами головоломки от первого лица, разработанная и изданная компанией Kindly Beast под названием студии анимации внутри игровой вселенной — Joey Drew Studios Inc. Игра была впервые выпущена на Game Jolt 10 февраля 2017 года в качестве первой из пяти глав, а полноценный мировой выпуск состоялся 27 октября 2018 года. Игра также была выпущена для PlayStation 4, Xbox One и Nintendo Switch 20 ноября 2018 года, издателем которой стала Rooster Teeth Games, а также для IOS и Android 21 декабря 2018 года.
Вдохновлённая серией игр BioShock, игра происходит в вымышленной студии Джои Дрю. Игрок управляет Генри Штейном, бывшим аниматором, который получает письмо с приглашением вернуться на своё прежнее место работы. Штейн обнаруживает ряд странных паранормальных явлений, вызванных загадочной Чернильной машиной. В игре игроки перемещаются от первого лица и должны выполнять определённые задачи для продвижения вперёд, такие как сражение, сбор предметов или решение головоломок. Игроки также могут находить аудиозаписи, записанные сотрудниками студии, чтобы понять историю игры.
Bendy and the Ink Machine получила положительные отзывы при её первом выпуске. Похвала была направлена на её винтажный стиль и сюжет, хотя головоломки и механика боя были менее популярны. В течение нескольких месяцев после выпуска игра быстро набрала большую популярность благодаря показу на платформах, таких как YouTube и Twitch, и в конечном итоге была одобрена через Steam Greenlight в середине 2017 года. Впоследствии были представлены товары с символикой игры, а также мобильный спин-офф для дальнейшего продвижения игры. Mike Mood, программист и со-создатель игры, описал её как «случайный успех». Bendy and the Dark Revival, следующая игра в серии, была выпущена 15 ноября 2022 года, затем 31 октября 2023 года, была анонсирована новая игра «Bendy: The Cage», а затем в католическое рождество был анонсирован фильм по франшизе.

## Геймплей
Bendy and the Ink Machine — это видеоигра от первого лица в жанре выживания, которая напоминает несколько мультфильмов[каких?] 1920—1940 годов. Игрок управляет Генри Штейном, бывшим аниматором, который возвращается на свою старую работу в студии Джои Дрю и обнаруживает, что машина уничтожила всю студию и оживила некоторых мультяшных персонажей. Игра сочетает в себе бой с головоломками. Игроки исследуют игровой мир от первого лица и имеют ограниченные физические возможности, такие как бег и прыжки. Можно собирать различные предметы (некоторые из которых необходимы для выполнения различных задач перед продвижением дальше), банки с беконовым супом для достижений и восстановления здоровья Генри, если он получает повреждения и аудиозаписи от внутреигровых персонажей.
Бой в основном основан на различных оружиях ближнего боя, таких как топор, труба, вантуз, гаечный ключ или коса. Кроме того, есть дальнобойное оружие, такое как Tommy Gun или банки с беконовым супом. Враги в игре имеют разные уровни силы и устойчивости к урону, что заставляет игроков быть тактичными, чтобы оставаться вне досягаемости и наносить удары, когда это необходимо. Неудача в этом приведёт к смерти. Генри может укрыться в маленьких станциях «Маленькое Чудо», когда враги находятся поблизости, чтобы восстановиться или остаться незамеченным. Если он получает слишком много повреждений, он может выбраться из поглощающих его чернил и возродиться у одной из многочисленных статуй Бенди, которые служат чекпоинтами. Игрок может сохранить свой прогресс, взаимодействуя со станциями временных карт.
Кроме того, игроки могут найти множество аудиозаписей по всей студии, которые предоставляют больше подробностей о сюжете игры, особенно о судьбе студии и её сотрудников, аналогично системам, используемым в играх, таких как BioShock. Некоторые из этих записей могут быть пропущены и требуют дальнейшего исследования, чтобы обнаружить секретные области, где они часто находятся. В последней главе игроки разблокируют Инструмент Магическое зеркало, которое используется для просмотра секретных скрытых сообщений, которые были бы невидимы без него. После его завершения глав игроки также могут использовать его в предыдущих главах.

## Сюжет

### Глава первая: «Движущиеся картинки»
В 1963 году бывший аниматор студии мультипликации Joey Drew Studios Генри Штейн получает письмо от Джоуи Дрю — директора теперь уже закрытой студии и старого друга Генри. В письме Джоуи просит Генри прийти в старую студию, так как хочет «кое-что ему показать». По прибытии Генри находит пустую студию, изрисованные стены и капающие с потолка чернила. Вокруг полно символики в виде звезды мультиков студии — маленького дьявола Бенди. Он появляется здесь на плакатах и в виде картонных вырезов. Генри находит в студии большое помещение с глубокой шахтой. Найдя две батарейки и вставив их в генератор, Генри нажимает на рычаг и поднимает то, что скрыто внизу. Это оказывается Чернильная машина — огромное устройство, предназначающееся для изготовления объёмных предметов и живых фигур из чернил, с её помощью даже можно было оживлять персонажей мультфильмов. Генри решает починить и запустить Чернильную машину. Изучив всё, он находит изуродованный труп Волка Бориса — героя мультфильмов Джоуи. Генри ищет и собирает шесть предметов, нужных для активации Чернильной машины (гаечный ключ, музыкальную пластинку, шестерёнку, плюшевую игрушку в виде Бенди, чернильницу и книгу «Иллюзия жизни», написанную Джоуи Дрю). После того, как Генри ставит их на пьедесталы, он включает подачу чернил, найдя вентиль в театральном зале студии. После этого Генри наконец включает Чернильную машину и идёт посмотреть на неё. Но он видит много чернильных следов и то, что проход к Чернильной машине заколочен. Внезапно за досками появляется Чернильный Демон — неудачная попытка чернильного воплощения Бенди. Демон пытается схватить Генри, но быстро исчезает.
Студия начинает разрушаться и Генри бежит к выходу, но когда он почти уже добежал до двери, пол под ним неожиданно проваливается, и Генри попадает в комнату, затопленную чернилами. С помощью вентиля он сливает чернила и делает это ещё несколько раз, спускаясь по лестницам вниз. Генри доходит до комнаты, проход из которой заколочен. Он находит топор, с помощью которого расчищает путь и добирается до комнаты с пентаграммой на полу и тремя гробами. Генри посещают жуткие видения: он видит Чернильную машину, инвалидную коляску и Чернильного Бенди, после чего падает в обморок.

### Глава вторая: «Старая песня»
Очнувшись и обнаружив себя в центре пентаграммы, Генри берёт в руки свой топор и продвигается дальше. В следующих комнатах он находит ещё больше гробов и пентаграмм, а также аудиозапись Сэмми Лоуренса — директора музыкального департамента студии. По ней можно понять, что Сэмми одержим и поклоняется Бенди. Когда Генри идёт по коридору, затопленному чернилами, он видит проходящую мимо чернильную фигуру в маске, несущую картонный вырез Бенди. Генри пытается подойти к нему, но оказывается, что незнакомец исчез. Дальше он ищет три переключателя в ящиках на стене, чтобы открыть электрические ворота, после чего попадает в музыкальный департамент. После того, как Генри включает здесь свет, на него нападают Искатели — безногие чернильные гуманоиды. Генри отбивается от них топором.
Там же, в музыкальном департаменте находится лестница с выходом, но она затоплена чернилами. Нужный для слива чернил рычаг находится в офисе Сэмми Лоуренса, но вход туда тоже заблокирован чернильной протечкой. Чтобы остановить протечку, нужно найти два вентиля. В одной из урн Генри находит ключи уборщика Уолли Фрэнкса, открывающие запертую кладовку. В кладовке находится аудиозапись Сэмми, который рассказывает на каких музыкальных инструментах нужно сыграть и в каком порядке, чтобы получить доступ к его убежищу (комбинация инструментов генерируется случайно). После этого нужно включить проектор, который находится в будке киномеханика Нормана Полка, и пока работает проектор, нужно сыграть комбинацию на инструментах в зале оркестра, после чего вход в убежище Сэмми откроется. Там Генри активирует первый вентиль, после чего на него снова нападают Искатели. Пока Генри сражается с ними, некто в маске Бенди наблюдает за ним из проекционной будки. После этого Генри идёт в лазарет, где должен был находится второй вентиль, но его нет. Он спускается в канализации студии в поисках вентиля, который находится в руках у «Массивного Джека» — бывшего лирика студии Джека Фейна, ныне ставшего Искателем. В отличие от других Искателей, он не атакует Генри, а исчезает каждый раз при его приближении. Генри обрушивает на Джека ящики, забирает вентиль и ставит на место, прокручивая его. Наконец, Генри попадает в офис Сэмми и опускает рычаг, убирая чернила с лестницы. По пути к лестнице некто оглушает Генри ударом по голове.
Генри просыпается связанным в центре очередной пентаграммы и видит перед собой незнакомца в маске. Им оказывается сам Сэмми Лоуренс, ставший чернильным монстром. Лоуренс сообщает ему о своём намерении принести его в жертву Чернильному Демону («Бенди»). Сэмми уходит в другую комнату и начинает петь ритуальную песню, вызывая Демона, но ритуал выходит из-под контроля и Чернильный Демон убивает Лоуренса. Генри освобождается из плена и, снова защищаясь топором от Искателей, убегает дальше, после чего топор ломается. Внезапно появляется Чернильный Демон и преследует героя. Генри убегает от него по лабиринту коридоров, и в итоге спасается от Чернильного Демона. Генри попадает в комнату, где из-за угла выходит живой и невредимый Бадди Борис…

### Глава третья: «Взлёты и падения»
Генри просыпается в убежище своего нового друга Бориса. Дверь выхода оттуда закрыта, а ручка от переключателя для её открытия отсутствует, что мешает Генри продолжить путь. Он варит для Бориса беконовый суп из банок, найденных в убежище, после чего Борис даёт Генри нужную ручку. Использовав её, они вдвоём выходят из убежища. По пути им встречается очень тёмный коридор, чтобы пройти через него, Генри находит фонарь. Пройдя через тёмный коридор, они попадают в тупик. Борис решает залезть в вентиляцию, чтобы найти способ открыть ворота, и Генри отдаёт ему фонарь. После открытия ворот Генри попадает в большую комнату отдыха вместе с небольшой фабрикой по производству плюшевых игрушек. Путь дальше блокируют подвесные шкафы с игрушками. Генри чинит машину игрушек, убирая из шкивов застрявшие игрушки, после чего получает возможность переместить шкафы и пройти дальше. В следующей комнате свет внезапно выключается и начинает играть песня Ангела Алисы, в конце которой оживлённая и искажённая версия Алисы с криком являет себя. Она разговаривает с Генри в темноте и исчезает, а Генри продолжает путь.
Он оказывается на развилке двух путей — Ангела и Демона, и игроку предстоит сделать выбор, по какому пути пойти. От выбора практически не меняется сюжет, но отличаются первые комнаты путей. Потом Генри встречает Бориса, который даёт ему оружие — кусок трубы. Генри и Борис проходят через склад игрушек, чтобы пройти к лифту, нужно открыть ворота. Генри должен найти один из рычагов, пока Борис активирует второй. Когда Генри подходит к рычагу, из плаката вылезает искажённая версия Чарли (Пайпер), героя из мультфильмов студии про Банду Мясников. После победы над этим монстром он открывает ворота и они попадают в помещение с лифтом, который позволяет перемещаться между некоторыми этажами. В лифте с Генри разговаривает Искажённая Алиса, которая говорит ехать к ней, на Уровень 9. Там они оказываются в её резиденции, Генри и Борис проходят к ней через своеобразный морг. В этом затопленном чернилами помещении главный герой и его спутник обнаруживают множество истерзанных останков копий персонажей мультфильмов студии, которые стали жертвами стремления Искажённой Алисы «стать идеальной» за счёт их чернильных внутренностей. Манипулируя желанием Генри выбраться из студии, Алиса вынуждает его выполнять свои поручения, снова и снова подвергая жизнь героя опасности, что в конечном итоге приводит Генри к столкновению с Чернильным Бенди, приходящим в ярость от уничтожения ростовых фигур с его изображением, и новым монстром — Прожектористом (англ. «The Projectionist»), являющимся чернильным воплощением киномеханика студии — Нормана Полка. Не смотря на специфичность прохождения и высокий уровень угрозы протагонисту, данная глава примечательна тем, что при соблюдении определённых условий в ней можно получить автомат Томпсона, а Алиса, не смотря на нестабильность поведения, оказывает протагонисту разного рода поддержку: к примеру, для его противостояния ненавистному ей Чернильному Бенди, чьё появление выдают расползающиеся по стенам чернильные пятна, она советует прятаться — для этого подходят безопасные зоны под названием «Станции Маленького Чуда», а обширный инструментарий, который она выдаёт Генри для выполнения каждого своего задания, в отдельных случаях может быть очень эффективным в борьбе с конкретными монстрами.
После выполнения всех заданий Искажённой Алисы Генри наконец получает возможность покинуть студию на лифте, однако Алиса вновь резко меняет модель поведения, сообщая, что не даст герою забрать у неё «совершенного Бадди Бориса», необходимого ей для становления идеалом, и, придя в неистовство, позволяет кабине лифта рухнуть вниз. После резкого падения лифта Бадди Борис пытается привести оглушённого Генри в чувство, не подозревая, что сзади к нему подбирается Искажённая Алиса. Генри остаётся лишь беспомощно наблюдать за похищением Бадди, после чего герой теряет сознание.

### Глава четвёртая: «Большие чудеса»
Глава начинается с того, что герой приходит в себя рядом со сломанным лифтом на этаже S недалеко от офиса Грант Коэна. Найдя в офисе вентиль от двери в архивы, Генри оказывается в круглой комнате, полной книг и записей (перед этим он видит группу чернильных человекоподобных манекенов возле статуи Бенди, которые не нападают; позднее они исчезают). Для входа в следующую зону нужно найти и нажать на 5 книг, открывающих секретный проход; время от времени у героя случаются галлюцинации — он на короткое время видит, что дверцы шкафов с жуткими звуками хлопают, а позднее ему мерещится множество рук, выступающих из стен. Следующее помещение — помещение с висящими клетками и пропастью посередине. Теперь нужно найти способ перебраться на другую сторону. Найдя в подсобном помещении жирного искателя, Генри забирает у него порцию густых чернил и с помощью «преобразователя чернил» превращает её в шестерёнку (среди вариантов того, что можно сделать из этих чернил — чашка, радиоприёмник и косточка; процесс создания можно повторять бесконечно, но каждая предыдущая неиспользованная вещь исчезает, когда делают новую) и при помощи подвесной платформы переезжает на другую сторону.
По пути дальше Генри слышит голос «Алисы», утверждающей, что «лучше бы он поторопился, ведь Борису так трудно оставаться целым», и в итоге он входит в комнату, полную чернильных людей — потерянные, которые не двигаются с места (один из них рыдает в углу, а ещё один бормочет, что «хочет домой» и «его обманули»). Далее путь идёт через вентиляцию, в которой за решёткой можно увидеть Чернильного Бенди. После этого Генри выбирается из вентиляции. Далее обнаруживает надпись «Поднимись наверх и увидь меня». Наверху оказываются планы и макеты парка развлечений «Bendy Land (Land зачёркнуто и написано Hell)», а также аудиозапись главного создателя этого парка — Бертрама Пидмонта. После этого открывается дверь в складское помещение 9, в котором находятся различные аттракционы, подготовленные для парка (тир, сбивание бутылок, силомер). Следующее задание — включить электричество, для чего нужно найти и нажать 4 переключателя (каждый в отдельной комнате, и эти комнаты открываются только одна за другой). В одном из помещений нужно обойти Банду Мясников, отвлекая их бросанием банок из-под супа в сторону; во втором — сразиться с Бертрамом-монстром, который предстаёт в виде огромной карусели, а в третьем нажать переключатель, при этом избегая вернувшегося Прожекториста. Во время побега от него, Генри увидит неожиданную картину: «Бенди и Прожекторист начинают сражаться и в конце первый убивает последнего, а затем просто оставляет Генри в покое».
Включив ток, Генри садится в вагончик «Аттракциона страха», который везёт его дальше. По дороге он снова слышит голос «Алисы», интересующейся, «почему он всё ещё здесь и зачем вообще пришёл», и утверждающей, что «у неё есть сюрприз». Сюрпризом оказывается появление «Бесчувственного Бориса», сильно видоизменённого Алисой Бориса, который нападёт на героя. Нужно три раза ударить его куском трубы из такого же «преобразователя чернил», как в начале главы («топливо» для преобразователя — опять же густые чернила, которыми время от времени истекает Борис). После третьего удара Борис падает, превращается в лужу чернил и погибает, исчезая. Алиса в ярости бросается на Генри, но не успевает добежать до него — её со спины пронзает мачете насквозь, и она умирает. Спасителями Генри оказываются Ангел Эллисон и Томас Коннор.

### Глава пятая: «Последняя бобина»
Эллисон и Том какое-то время держат Генри взаперти, причём Том ясно даёт понять, что Генри ему не нравится. Эллисон же наоборот, более лояльна к Генри. Она также рассказывает, что однажды обнаружила множество скрытых посланий на стенах, которые видно только в отражениях, и даёт ему «магическое зеркало» — застеклённую рамку, сквозь которую можно видеть эти послания (во время этого разговора Генри видит на стене позади Эллисон надпись: «Она бросит тебя умирать»). Позднее Эллисон и Том поспешно покидают убежище, так как снаружи уже поджидает Бенди, но им приходится оставить Генри. Тот освобождается, прочитав скрытое послание на другой стене и последовав его указаниям. Последовав за Эллисон и Томом, он оказывается у чернильной реки, из которой выползает «Гигантская рука». После этого Генри добирается до деревни Потерянных, где на него нападает внезапно оживший Сэмми. Исходя из его слов, можно понять, что Сэмми скорее всего перепутал Генри с Бенди. После того, как герой снимает маску Сэмми, тот в ярости толкает Генри на пол и собирается отрубить ему голову, но в итоге его убивает оказавшийся поблизости Том. Тут же из чернильных луж появляется огромное количество искателей и потерянных, с которыми Генри, Эллисон и Том вступают в сражение. Победив их, троица отправляется дальше, но Генри проваливается в яму в полу и оказывается в отделе администрации.
Чтобы продвинуться дальше, нужно починить трубы, собирая густые чернила и делая из них недостающие фрагменты при помощи уже знакомого «преобразователя чернил». Для этого нужно найти особо густые чернила, текущие из одной из труб недалеко от офиса Джоуи Дрю, что не так просто, поскольку по коридорам бродят «Банда мясников», а у героя нет оружия. Во время поисков в комнатах можно найти аудиозаписи, из которых становится понятным, что Чернильная машина была приобретена с целью создания фигур из чернил, у компании Gent; первый эксперимент прошёл неудачно, и скорее всего это был Чернильный Бенди. Починив трубы, Генри идёт дальше и оказывается в хранилище фильмов, скрытое послание в котором утверждает, что «Демон уже забрал ЭТО». Подоспевшая Эллисон пытается отговорить Генри продолжать, но тот решает закончить дело (хотя ему до самого конца неясно, почему с ним всё это происходит), и она соглашается идти с ним дальше. Обнаружив «Гигантскую чернильную машину» окружённая чернильной рекой, Генри уже собирается идти туда, но Эллисон утверждает, что через затопленную чернилами местность перейти они с Томом не могут, так как «капля легко теряется в океане» (отсылка к тому, что она сама и Том являются ожившими фигурами). Генри приходится идти дальше одному. Внутри он обнаруживает большое помещение с большим количеством колб, которых находятся потерянные. Добравшись до центра логова Чернильного Бенди, Генри обнаруживает небольшую комнату с множеством проекторов, показывающих фрагменты из мультфильмов про Бенди, и подобием трона в центре; рядом лежат последняя аудиозапись Джоуи и похищенная бобина с надписью «Конец». В аудиозаписи Джоуи признаётся, что после ухода Генри всё пошло под откос; билеты на мультфильмы стали плохо продаваться, работники стали увольняться, и в результате студия закрылась, а в ней остались лишь «тени прошлого». Однако Бенди никогда не знал одного: «Он жил с самого начала, но он никогда не видел…. Конец». Сразу же после этого появляется сам чернильный демон, который трансформируется в «Зверского Бенди». Начинается финальная битва. После непродолжительной погони по коридорам Генри заманивает Зверского Бенди в зал с четырьмя стеклянными колоннами, заставляет демона разбить их, возвращается в логово и ставит в проектор найденную бобину. Бенди вбегает в помещение, но поздно: все проекторы отображают один и тот же кадр — финальный титр «Конец», и Чернильный демон умирает.
Генри оказывается в квартире Джоуи и находит в одной из комнат доску с приколотыми письмами и заметками, в которых упоминаются многие персонажи игры. Зайдя на кухню, он разговаривает с Джоуи, и становится понятно, что Генри покинул студию ради семьи, а Джоуи остался, и в итоге: «Ты счастливая семья, я нечестная империя». В конце разговора Джоуи говорит, что «я хочу что-то тебе показать», Генри входит в ближайшую дверь и снова оказывается в студии и произносится самая первая фраза: «Ладно Джоуи, я здесь. Давай посмотрим, что ты хочешь мне показать.» — вся сцена была флэшбэком к игре. титры рассказывают о тех, кто озвучивал персонажей
Сцена после титров: показывается рисунок Генри, изображающий мультяшных Бориса, Бенди и Алису, с подписью: «Поздравляю с успехом! Твой лучший друг, Генри Штейн», и детский голос говорит: «Расскажи ещё одну историю, дядя
Джоуи.»

## Разработка
Идея для игры Bendy and the Ink Machine пришла к theMeatly во время размышлений о мире, напоминающем рисунок мультфильма. Когда он начал разрабатывать идею, он понял, что она создаёт «жуткую» атмосферу и нуждается в монстре, который бы его населял. Так появился Бенди, но у него не было имени. Когда персонаж получил 3D-модель, имя было выбрано из-за опечатки при сохранении в программе для 3D-моделирования Blender. theMeatly не был программистом, поэтому к производству присоединился Mike Mood, увидевший потенциал в игре. Bendy and the Ink Machine вдохновлён серией BioShock.
Первая глава «Движущиеся картины» была завершена за пять дней. Затем игра была бесплатно выпущена на Game Jolt 10 февраля 2017 года и стала одной из первых игр на этой платформе. Изначально проект был «для развлечения», по словам Mood, но позже он стал вирусным, и разработчики решили выпустить вторую главу «Старая песня». Она была официально анонсирована в марте 2017 года и была завершена за шесть недель. Она была выпущена 18 апреля 2017 года и также включала обновлённую версию предыдущей главы, обновлённое меню, субтитры, достижения и т. д. Игра была одобрена Steam Greenlight 28 февраля 2017 года и затем выпущена на Steam 27 апреля 2017 года. Первая глава была доступна бесплатно, а вторая — в виде дополнения за 6 долларов.
Третья глава «Взлёт и падение» была анонсирована в мае 2017 года. Над ней работало шесть человек в течение нескольких месяцев. Продолжительность разработки объясняется необходимостью создания основы для более плавного процесса разработки. Трейлер игры был выпущен в августе 2017 года и показал анимационный короткометражный фильм «Tombstone Picnic», в котором Генри убегает от Бенди в комнате. Однако Mike Mood заявил, что это использовалось только для преследования в трейлере и для тестирования. Глава была выпущена 28 сентября 2017 года, а первые две главы также получили обновлённые версии.
Четвёртая глава «Большие чудеса» была первоначально подтверждена в производстве 17 ноября 2017 года. Она также включала обновлённые версии первых трёх глав, с улучшенными саундтреками и текстурами. Она была выпущена 30 апреля 2018 года. Оригинально планировалось выпустить её 28 апреля 2018 года, но из-за технических проблем на Steam, не позволяющих выпускать игры в выходные дни, дата была перенесена. Пятая и последняя глава «Последняя бобина» была подтверждена в производстве 4 июня 2018 года. Позже было объявлено, что она будет выпущена в октябре. Также было объявлено, что глава будет бесплатной только для игроков, купивших предыдущие главы. Специальное издание под названием Bendy and the Ink Machine: Jacksepticeye Edition было предоставлено Ютуберу Jacksepticeye до выпуска пятой главы для общественности, включающее все пять глав. Оно было выпущено 26 октября 2018 года. На следующий день игра получила окончательный комплект под названием Bendy and the Ink Machine: Complete Edition. Главы 2-4, которые ранее были доступны как загружаемый контент, стали бесплатными, а сама игра стала платной.
29 января 2018 года theMeatly официально объявил, что Bendy and the Ink Machine будет выпущена на консолях. Порты для PlayStation 4 и Xbox One были разработаны и выпущены Rooster Teeth Games, и изначально планировалось выпустить их 26 октября 2018 года, но даты релиза для PlayStation 4 и Xbox One были перенесены на ту же дату, что и для Nintendo Switch. 15 декабря 2018 года был анонсирован мобильный порт от theMeatly и Joey Drew Studios Inc., и он был выпущен 21 декабря 2018 года.

## Восприятие
| Сводный рейтинг    | Сводный рейтинг                        |
| Агрегатор          | Оценка                                 |
| ------------------ | -------------------------------------- |
| Metacritic         | (PS4) 71/100 (XONE) 70/100 (NS) 63/100 |
| OpenCritic         | 71/100                                 |
| Иноязычные издания |                                        |
| Издание            | Оценка                                 |
| Nintendo Life      | (NS) 6/10                              |

Игра получила смешанные отзывы от критиков. Средний балл на агрегаторе оценок Metacritic составил 71 балл из 100 возможных для версии для PlayStation 4, 70 баллов — Xbox One, 63 балла — Nintendo Switch. Игра получила награду «Лучшая Хоррор-игра» от IGN и находится на первом месте в «18 лучших Хоррор-игр в 2017».
Летом 2018 года, благодаря уязвимости в защите Steam Web API, стало известно, что точное количество пользователей сервиса Steam, которые играли в игру хотя бы один раз, составляет 721 168 человек.

## Наследие
Видеохостинг YouTube сыграл большую роль в популяризации Bendy and the Ink Machine. Многие геймеры, такие как Markiplier и Jacksepticeye, создавали видео «Let’s Play» по Bendy and the Ink Machine, которые набирали миллионы просмотров. Многие музыканты YouTube также создавали фанатские песни для Bendy and the Ink Machine, самой популярной из которых стала песня DAGames «Build Our Machine», которую посмотрели более 100 миллионов раз. Некоторые из самых популярных фанатских песен были включены в альбом под названием Bendy’s Inky Megamix, который был создан для сбора пожертвований на благотворительность United Ways COVID-19 через Tiltify. Некоторые из этих фанатских песен были включены в игру, включая «Build Our Machine» от DAGames, «Bendy and the Ink Machine Song» от Kyle Allen (являющаяся самой первой загруженной песней про Бенди), «Bendy and the Ink Musical» от Random Encounters и «Can’t Be Erased» от JT Music.
Это привело к появлению огромной фанатской базы игры, которую Mood описывает как отличную от большинства фанатских баз, иногда называя фанатские базы других игр «токсичными». Игра также привлекла внимание детей, которые больше всего обращали внимание на персонажа Бенди, хотя игра имеет рейтинг T. По словам Mike Mood, то, что сделало игру такой популярной, — это её персонажи.
Из-за этого появился товар по игре, такой как игрушки, футболки и т. д., которые можно приобрести в официальном магазине игры. Также были выпущены книги и комиксы.

### Спин-оффы
Мобильный спин-офф под названием Bendy in Nightmare Run был анонсирован 26 января 2018 года. Он был выпущен 15 августа 2018 года в App Store и 27 сентября 2018 года в Google Play Store. Игра является бесконечным раннером, в котором игровые персонажи Бенди, Борис или Элис собирают беконовый суп, убегая от больших боссов, преследующих игрового персонажа.
Спин-офф под названием Boris and the Dark Survival был выпущен 10 февраля 2020 года, в третью годовщину Bendy and the Ink Machine. Игра является прологом, происходящим до первой главы оригинальной игры. Она рассказывает о волке Борисе, который ищет запасы для своего укрытия, путешествуя по разным уровням студии Джоуи Дрю и избегая Чернильного Бенди, Искажённой Алисы, Прожекториста, Банды мясников (Пайпер, Фишер и Страйкер) или Боркиса (версии Бориса с жёлтыми глазами на секретном этаже 414, в день 414). После выпуска игра также получила несколько обновлений. Последнее из них, Symphony of Shadows, было выпущено 30 июня 2020 года и добавила нового играбельного персонажа — Сэмми.

### Шуточные игры
23 октября 2018 года Joey Drew Studios опубликовала в Twitter изображение, анонсирующее шуточную игру под названием Black Ink Possession, пародирующую Red Dead Redemption 2. 
Первого апреля 2020 года компания опубликовала трейлер ещё одной шуточной игры под названием Bendy Royale, пародирующей Fortnite: Battle Royale и представляющей собой королевскую битву с персонажами Bendy and the Ink Machine.

### Кроссоверы
На Хэллоуин был выпущен кроссовер — мод Hello Bendy для игры 27 октября 2017 года на ограниченное время, в котором антагонист игры Hello Neighbor занимает роль Бенди во всех трёх предыдущих главах, а Сэмми Лоуренс — во второй главе. Меню мода содержит рекламу предзаказа игры Hello Neighbor. Мод истёк в конце октября того года.
Со-создатель Mike Mood пожелал сделать кроссовер с Cuphead, который также был популярен примерно в то же время и также использовал анимацию с резиновыми шлангами.

### Bendy and the Dark Revival
Ещё одна игра, Bendy and the Dark Revival, была анонсирована 14 апреля 2019 года. Однако Mike Mood заявил 3 февраля 2019 года, что она не станет и не сиквелом, и не приквелом для Bendy and the Ink Machine. 
Геймплейный трейлер был выпущен 24 июня 2019 года, анонсируя выпуск игры осенью 2019 года. Однако в декабре 2019 года был выпущен новый трейлер, в котором сообщалось, что игра задерживается и будет выпущена в 2020 году. 
Ещё один трейлер был выпущен 1 июня 2020 года, в котором было объявлено, что игра будет выпущена целиком со всеми пятью главами, в отличие от первой игры, выходившей эпизодически. Трейлер также намекал на то, что игра выйдет во второй половине 2020 года. Впрочем, 30 ноября 2020 года разработчики объявили, что игра будет выпущена в 2021 году из-за пандемии COVID-19. Разработчики также отметили, что игра будет в десять раз больше оригинальной игры и что они не хотят спешить с выпуском игры. Однако игра была вновь отложена на 2022 год без объявления о дате выхода. 
31 октября 2022 года официальные аккаунты Bendy в социальных сетях объявили, что трейлер для Bendy and the Dark Revival будет загружен на следующий день. Игра была официально выпущена 15 ноября 2022 года.

### Возможная телеадаптация
В 2020 году Дерек Колстад, сценарист фильмов франшизы «Джон Уик», заинтересовался в создании сериала по игре.

### Киноадаптация
25 декабря 2023 года на официальном «Твиттер»-аккаунте игры появилась информация о том, что по её мотивам выйдет фильм, который в настоящее время находится в разработке. 31 октября 2024 года было объявлено, что режиссёром картины станет Андре Эвредал.